# Candido Maria Frattini
Candido Maria Frattini (* 10. September 1767 in Rom; † 29. September 1821 ebenda) war ein italienischer Kurienbischof.

## Leben
Candido Maria Frattini empfing am 5. Juni 1791 das Sakrament der Priesterweihe. Er wurde von der Universität La Sapienza zum Doctor theologiae promoviert und war Kanoniker am Kollegiatstift von Sant’Anastasia. Papst Pius VI. entsandte ihn 1796 in das Tribunal für geistliche Angelegenheiten des Vikariates von Rom. Diese Aufgaben nahm er bis zur Wiederherstellung des Kirchenstaates wahr. Vom Pro-Vizegerenten Domenico Attanasio wurde er am 23. Juni 1812, nach dem Tod des vorherigen Amtsinhabers, zum Kustos der Reliquien ernannt. Am 9. Oktober 1812 wurde Candido Maria Frattini nach Bastia auf Korsika deportiert, da er den Eid auf das napoleonische Kaiserreich verweigerte. Nachdem er am 18. April 1814 befreit worden und nach Rom zurückgekehrt war, wurde er am 4. Juni desselben Jahres Mitglied der Kongregation für die Reformen. Kardinalvikar Giulio Maria della Somaglia bestätigte ihn am 10. Juni 1814 als Kustos.
Nachdem Candido Maria Frattini zum Vizegerenten und zum Titularerzbischof von Philippi erhoben worden war, spendete der Kardinalbischof von Sabina Lorenzo Litta ihm am 26. September 1814 die Bischofsweihe; Mitkonsekratoren waren die Erzbischöfe Tommaso Maria Raimondo Leopoldo Arezzo und Giovanni Francesco Guerrieri. Am 20. August 1814 wurde er Konsultor der Römischen Inquisition und am 16. September 1814 Examinator der Bischöfe im Kirchenrecht.
Candido Maria Frattini starb in Rom und wurde in der dortigen Kirche Sant’Anastasia beigesetzt.

## Werke
- De admirabili domini ac servatoris nostri Jesu Christi in coelum ascensu oratio. Rom 1788, 16 Seiten (Predigt an die Jugend).